# Оно (фильм, 1989)
«Оно» — двухсерийный фильм Сергея Овчарова 1989 года, основанный на романе Салтыкова-Щедрина «История одного города» и некоторых других его произведениях. В фильме задействован звёздный состав актёров советского кинематографа; музыку к фильму написал Сергей Курёхин.

## Сюжет
В метафорической и гротескной форме в фильме передается история России с призвания варягов до конца XX века. В фильме прослеживается смена «начальников» уездного города Глупова, отличающихся разной степенью самодурства и соответствующим итоговым количеством «убиенных» жителей города. В начальниках города легко угадываются бывшие главы Российского государства и СССР.

## Литературная основа
В основу фильма главным образом лёг роман М. Салтыкова (Н. Щедрина) «История одного города», однако авторы роман Салтыкова проецируют на СССР, тем самым снимая фильм и как антисоветскую сатиру. В фильме дано гротескное изображение советских культурных установок, приводящих к антиутопии или даже апокалипсису.
В фильме также использованы и другие произведения Салтыкова, хотя в меньшей степени. Например, в сцене выступления глуповских интеллигентов, где говорят об «отрезвлении общества», персонажи цитируют сказку «Вяленая вобла».

## В ролях
- Светлана Крючкова — Амалия Карловна Штокфиш
- Наталья Гундарева — Клемантинка де Бурбон
- Маргарита Терехова — Анеля Алоизиевна Лядоховская
- Елена Санаева — Ираида Лукинична Палеологова
- Ольга Пашкова — Алёна Осипова
- Вера Глаголева — Пфейферша
- Ирина Мазуркевич — блаженная Аксиньюшка Егоровна-тараторовна
- Ролан Быков — Пётр Петрович Фердыщенко
- Леонид Куравлёв — Василиск Семёнович Бородавкин
- Олег Табаков — Дементий Варламович Брудастый "Органчик"
- Юрий Демич — Угрюм-Бурчеев
- Родион Нахапетов — Эраст Андреевич Грустилов
- Олег Штефанко — Дмитрий Прокофьев
- Наталья Лабурцева — секретарша Брудастого
- Вера Липсток — ораторша Фердыщенко
- Людмила Молокова
- Варвара Шабалина
- Михаил Пахоменко — Евсеич
- Владимир Кашпур — Василий Иванович Байбаков
- Виктор Гоголев — старец Добромысл
- Николай Муравьёв — сопровождающий Грустилова
- Виктор Нестеров
- Александр Половцев — Парамоша Мелентьевич Блаженный
- Виктор Казанович
- Александр Галибин — блаженный Архипушко
- Виктор Бычков — Воблушкин
- Василий Корзун — Иван Иванович
- Александр Вонтов — Иван Никифорович
- Алексей Зубарев — оппозиционер
- Иосиф Кринский
- Валерий Порошин — Богдан Богданович Пфейфер
- Вячеслав Цой — Маныл Самылович Урус-Кугуш-Кильдибаев
- Анатолий Телков — летописец
- Александр Чернецкий — вокалист рок-группы "Группа продлённого дня"

## Съёмочная группа
- Режиссёр: Сергей Овчаров
- Сценарист: Сергей Овчаров
- Оператор: Валерий Федосов
- Озвучивание: читает текст Анатолий Ромашин
- Художник: Наталья Васильева
- Композитор: Сергей Курёхин

## Награды
Высшая профессиональная премия конфедерации союзов кинематографистов «Ника» за 1990 год «За лучшую роль второго плана» С. Крючковой (1991).